# Свиридов, Алексей Александрович
Алексей Александрович Свиридов (19 марта [1 апреля] 1910, Омск — 19 сентября 1983) — советский ветеринарный вирусолог и фармаколог.

## Биография
Родился 19 марта 1910 года в Омске. В 1926 году поступил в Омский ветеринарный институт, который он окончил в 1931 году. С 1931 по 1934 и с 1935 по 1938 гг., работал ветеринарным врачом. С 1934 по 1935 год служил в рядах Красной Армии. С 1938 по 1940 год заведовал производственным отделением Новосибирской областной ветеринарно-бактериологической лаборатории. В 1940 году устроился на работу в НИИ ветеринарной станции. В 1941 году в связи с началом войны, он прервал учёную деятельность и отправился добровольцем на фронт, где прошёл всю войну и получил заслуженную награду Орден Красного Знамени. В 1946 году, после окончания войны вернулся в НИИ ветеринарной станции, где он занимал ту же должность, которую занимал до войны вплоть до 1952 года. С 1952 по 1974 год заведовал отделом по изучению ящура сельскохозяйственных животных. 
В 1963 году получил почётное звание Заслуженный ветеринарный врач РСФСР, а в 1966 году — Орден Ленина. 
С 1974 по 1980 год занимал должность директора Института экспериментальной ветеринарии Сибири и Дальнего Востока. В 1980 году получил Орден Трудового Красного знамени. С 1980 по 1982 год работал старшим научным консультантом лаборатории вирусологии там же. 
С 1982 года на пенсии.
Умер 19 сентября 1983 года в Новосибирске. Похоронен на Заельцовском кладбище Новосибирска (квартал 67).

## Научные работы
Основные научные работы посвящены инфекционным болезням сельскохозяйственных животных и разработке практических мер борьбы с ними. Автор 100 научных работ, 5 книг и брошюр.
- Изучал ящур, туберкулёз крупного рогатого скота и эпизоотический лимфангоит.
- Разработал опсоно-фагоцитарную реакцию для ранней диагностики эпизоотического лимфангоита.
- Создал вирусные вакцины против ящура (варианты A7 и A22), которые нашли широкое применение в ветеринарии.

Публикации:
- Туберкулез сельскохозяйственных животных и меры борьбы с ним. — Новосибирск: Новосиб. обл. гос. изд-во, 1951. — 55 с.
- Профилактика ящура в Западной Сибири / Соавт. С.И. Джупина. — Новосибирск: Зап.-Сиб. кн. изд-во, 1965. — 90 с.
- Ветеринарно-санитарные и профилактические мероприятия на молочных комплексах беспривязного боксового содержания коров в условиях Сибири: Метод. рекомендации / Соавт. П.Н. Никоноров; ВАСХНИЛ. Сиб. отд-ние. Ин-т эксперим. ветеринарии Сибири и Дал. Востока. — Новосибирск, 1976. — 27 с.
- Проектирование новых и реконструкция существующих животноводческих ферм в Сибири: Метод. рекомендации / Соавт.: А.П. Калашников и др.; Сиб. н.-и. и проект.-технол. ин-т животноводства, Сиб. зон. н.-и. и проект. ин-т типового эксперим. проектирования сел. стр-ва, Ин-т эксперим. ветеринарии Сибири и Дал. Востока. — Новосибирск, 1978. — 42 с.

## Членство в обществах
- 1972-83 — Академик ВАСХНИЛ.